# ジョゼフ・バンクス

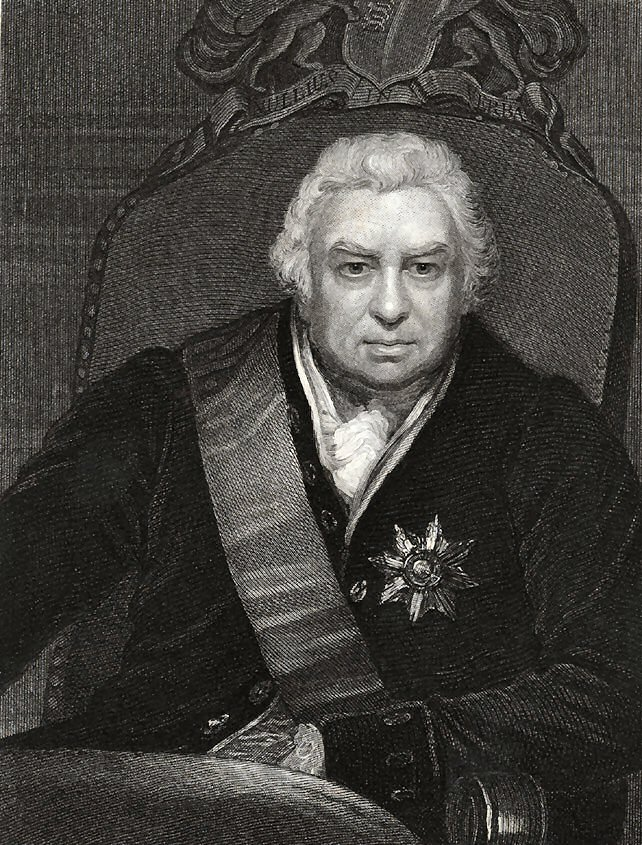
ジョゼフ・バンクス

初代准男爵、ジョゼフ・バンクス（Joseph Banks, 1st Baronet, GCB, FRS（1743年2月2日 − 1820年6月19日）は、イギリスの博物学者、植物学者、プラントハンター、準男爵、王立協会会長。科学の擁護者としても知られ、自然史の父とも言うべき存在でもある。ジェームズ・クックの第一回航海（1768年 - 1771年）に同行し、南太平洋地域の博物学的知見を西欧にもたらした。航海で収集された膨大な新種のうち、75種の命名にバンクスの名が遺る。ユーカリ、アカシア、ミモザを西欧にはじめて紹介した。植物属バンクシアも、彼の名に因んでいる。
1967年から発行されていた5オーストラリア・ドル紙幣の表面に肖像が使用されていた。オーストラリアにメリノ種の牧羊が定着するよう、バンクスは生涯をかけて飼育指導にあたった。キューガーデンは動物も研究したのである。

## 生涯

### 生い立ち
1743年2月2日（ユリウス暦）、庶民院議員で大地主のウィリアム・バンクスと、妻サラ（ウィリアム・ベイツの娘）の長男としてロンドンのアーガイル・ストリートに生まれた。父は祖父同様に医者でもあり裕福な家庭であった。古物収集家のサラ・ソフィア・バンクスは1歳下の妹。ハーロー校に入学し、イートン・カレッジに転校したが、17歳で天然痘の療養をきっかけに退学した。当時の友人に第4代サンドウィッチ伯爵ジョン・モンタギューやコンスタンティン・ジョン・フィップス（後の第2代マルグレイヴ男爵）がいた。1760年、オックスフォードのクライスト・チャーチの特別自費生となったが、講義にほとんど出席せず、博物学の勉強に精を出した。1761年に父ウィリアムが死去、3年後、21歳で巨額の遺産を相続した。1763年12月、チェルシーに転居するが、1794年に学位を取らぬまま退学するまでオックスフォードに在籍していた。1764年、オックスフォード大学には開講していなかった植物学の講義を受けることを決意し、ケンブリッジの植物学者、イズラエル・ライオンズに私費を提供して個人講義を授かった。
チェルシーの自宅にあっても、バンクスは科学への関心を切らさず、チェルシー・フィジック・ガーデンや大英博物館に足しげく出入りし、ダニエル・ソランダーをはじめとする、多くの科学者と交誼を結び、ソランダーを通してカール・フォン・リンネの知遇を得た。

### ニューファンドランド・ラブラドール州調査旅行
1766年、王立協会の会員（フェロー）に推挙された。同年、学友のフィップスをともなって、自然史科学調査のために、ニューファンドランド・ラブラドール州へ向けて船出した。同地で収集した動植物について、リンネの分類体系にしたがって記載した論文を出版した。

### エンデバー号の航海
その後すぐに、バンクスは、王立協会と王立海軍が計画した、エンデバー号による南太平洋探検航海に、ソランダー、画家シドニー・パーキンソンらとともに、科学班の一員として参加した。この事業の主要な推進者であった海軍大臣サンドウィッチ伯の幼なじみでもあったバンクスは、私費で1万ポンドを拠出した。これは、ジェームズ・クックによる太平洋探検の第一回航海である。エンデバー号はマデイラ諸島を経由して、まずブラジルに向かった。バンクスは同地でブーゲンビリアの最初の科学的記載を行なった他（名前はクックの同時代の好敵手フランス人探検家のブーガンヴィルに因む）、多くの南米の植物を採集した。
続いてタヒチとニュージーランドを経由してオーストラリア東岸に到達し、一行はヨーロッパ人として最初にオーストラリアに上陸を果たし、イギリスによる領有を宣言した。一行が上陸したのは、今日のシドニー近郊のボタニー湾と、クイーンズランドのクックタウン近郊のエンデバー川河口である。後者では、グレートバリアリーフで大破したエンデバー号の修理が7週間行われ、バンクス、ソランダー、ヘルマン・スペーリングらは大量の植物標本の収集を行なった。ボタニー（植物学）湾 とは、同地でバンクスらが採集したこれら珍しい植物標本の採集を記念した命名である。ところで、バンクスは離英前にフリーメイソンに参加していたので、ニュージーランドおよびオーストラリアに上陸した最初のフリーメーソンとされている。
なお、この航海は壊血病予防策に効くと言われた色々なものが詰まれており、バンクスは「壊血病予防に最初麦芽汁（ビタミンBは豊富だがCはほとんどない）を毎晩1パイント（約半リットル）以上飲んだが壊血病の初期症状が出始め、レモン果汁を1日1オンス（約170㏄）飲むようにしたら1週間で治った」と日誌で書いているにもかかわらず、後年書いた日誌では「壊血病には麦芽汁が効いたらしい」と矛盾することを書いている。もっともこれは彼だけではなく船医のウィリアム・ペリーも麦芽汁と柑橘類のロブ（煮詰めた果汁、加熱でビタミンCが失われていたがまだ同量のレモン程度は残っていた）の有効性について「ロブを試して成功だったが麦芽汁はほとんど価値がない」と「麦芽汁の結果はよかったがロブは論外」と正反対の報告を残している。
1771年2月にロンドンに帰還すると、バンクスは一夜にして時代の寵児となった。クックが足下にも及ばないほどの人気者となったバンクスは、もちろん、クックの第二回航海にも参加するつもりであった。召使いやホルン奏者を含むバンクス一行17名のために、バンクスは第二回航海の調査船レゾリューション号の改築を申請した。ところが、バンクスの要望を容れて改築した船は安定を失って、試験航海で危うく転覆しそうになり、結局、元の姿に戻された。バンクスはこれに憤激して、探検航海から降りてしまった。代わりに、バンクスは1772年7月、ソランダーとともにアイスランドへ赴き、多くの植物を採集して帰国した。

### 科学の擁護者としての活躍
帰国後、ロンドンに身を落ち着けたバンクスは、太平洋航海で収集した膨大な植物・動物標本に加え、パーキンソンによって描かれた約1500枚の絵を元に、ソランダーとともに『植物図譜』の制作に取りかかった。この図譜は1782年にソランダーが死去したこともあって、バンクスの生前に完成することはなかったが、約200年経った1980〜81年に、彼らが残した標本・銅版を元に、大英自然史博物館によって『バンクス植物図譜』の名前で100部のみ製作された。
1774年、王立協会の評議員にはじめて選出され、その後1778年11月に王立協会の会長に選出される と、その後41年間、死ぬまで会長職を続けた。1781年には準男爵の称号を得た。
1779年3月、ドロシア・ヒュージセン（Dorothea Hugessen）と結婚し、ソーホースクエアに終の住処となる邸宅を構えた。妹のサラは、終生、バンクス夫妻と同居した。バンクスはこの邸宅に、科学者や学生など多くの知識人や、外国からの賓客などを頻繁に招じ入れた。ソランダーらが、バンクスの収集品や蔵書などのコレクションの管理と論文の作成にあたった。
王立協会会長のバンクスは、イギリス科学界の牽引者の1人となった。とくに、国王ジョージ3世のアドバイザーとして、1773年にキューガーデンの顧問となったのをきっかけに同園の発展に尽力した。バンクスは世界各地に探検家と植物学者を派遣して植物を収集し、キューガーデンを世界屈指の植物園に育て上げた。多くの植物が、キューガーデンの収集活動を通じて、西欧に紹介された。このために、ジョージ・バンクーバーやウィリアム・ブライ（バウンティ号の反乱で有名）らの多くの探検航海をバンクスは企画した。皮肉にも、ブライが二度目の反乱に遭うことになるニューサウスウエールズの総督になるように彼を推したのも、またバンクスであった。他に、地理学者ウィリアム・スミスの、10年にわたるイングランド全図作成事業を財政的に支えたのも、バンクスであった。
ボタニー湾の名称からも察せられるように、バンクスにはオーストラリアに対して終生、強い思い入れがあり、ニューサウスウェールズ入植地のもっとも強力な擁護者であった。1779年、バンクスは下院議会で証言を行ない、自分の考えでは本国の囚人の受け入れ先として最も条件に適うのは、ニューホランド（当時のオーストラリアの呼称）沿岸地域のボタニー湾である、と主張した。バンクスの肩入れはその後も一向に衰えず、その後20年間、入植地の発展に尽力し続けた。実際、彼はオーストラリア諸問題に関する英国政府の総合顧問を務めた。入植地の農業と貿易の発展に対しても助力を惜しまず、初期の自由移民の航海にも便宜を図った。また、オーストラリアの地にメリノ羊を導入することを最初に提案したのも彼である。アーサー・フィリップら初期3代のニューサウスウェールズ総督たちは、バンクスと緊密な連絡を保っていた。オーストラリアの探険に取り組んだマシュー・フリンダース、ジョージ・バス、ジェームズ・グラント海軍大尉らの活躍に常に関心を払っていたし、アラン・カニンガムらバンクスがキューガーデンの植物収集のために雇用した探検家らも、オーストラリアの探険史に重要な足跡を残した。
1795年7月1日にバス勲章ナイト・コンパニオン章（KB）を授与され、1815年には同勲章の制度改定に伴いナイト・グランド・クロス章（KGC）を与えられた。
そんなバンクスも50歳を過ぎて健康を損ない始め、冬になると痛風に苦しむようになり、1805年以降は歩行の自由を失った。それでも相変わらず意気軒昂で、考古学者協会の会員になって晩年になって考古学にどん欲に取り組み、キューガーデンの発展とコレクションの充実のために働き続け、園芸学と農業の発展にも尽力した。ようやく死の直前になり、王立協会会長職から退く意向を示したが、彼の長年の貢献に尊敬の意を表した協会は辞表の受理を拒否した。バンクスは1820年6月19日、77歳でその生涯を終えた。バンクス夫妻の間に子は無かった。

## 地名
ニュージーランド南島のバンクス半島、ヴァヌアツのバンクス諸島、カナダ・ノースウエスト準州のバンクス島、オーストラリアではキャンベラ郊外のバンクス、シドニー郊外バンクスタウンが、彼の名前に因んで命名された地名である。